# Мезгец, Лука
Лу́ка Ме́згец (словен. Luka Mezgec; род. 27 июня 1988,  Крань) — словенский профессиональный шоссейный велогонщик, выступающий c 2016 года за команду Mitchelton-Scott. Чемпион Словении в групповой гонке 2017 года.

## Карьера
На ранних этапах карьеры Мезгец выступал в маунтинбайке и в 2009 году даже стал чемпионом своей страны среди юниоров.
В 2011 году подписал профессиональный контракт с местной шоссейной командой Sava, в составе которой одержал первые победы на шоссе. В 2011 году он выиграл первый этап хорватской многодневки Istrian Spring Trophy, а чуть позднее — мемориал Хенрика Лашака. Год спустя словенец стал лучшим спринтером китайской двухнедельной гонки Тур озера Цинхай, одержав на ней сразу пять побед, что принесло ему возможность подписать контракт с командой высшего уровня Argos-Shimano, где Мезгецу отводилась роль раскатчика для сильных немецкий спринтеров Марселя Киттеля и Джона Дегенкольба.
В 2013 году Мезгец проехал свой первый Гранд Тур. В составе Argos-Shimano Лука дебютировал на Джиро, на этапах которой дважды попадал в тройку, а также отметился тем, что его падение спровоцировало массовый завал на одном из этапов. Осенью словенец впервые победил на гонке высшего уровня, первенствовав на заключительном этапе Тура Пекина.

### Выступления

#### Шоссе
2010
1-й  Coupe des nations Ville Saguenay
5-й Course de la Solidarité Olympique
2011
1-й Мемориал Генрика Лашака
1-й на этапе 1 Istrian Spring Trophy
2-й Гран-при Крани
3-й Banja Luka–Beograd II
3-й Central European Tour Budapest GP
2012
2-й Banja Luka–Beograd I
2-й Мемориал Генрика Лашака
3-й Porec Trophy
3-й Central European Tour Budapest GP
3-й Хорватия–Словения
3-й Trofeo Gianfranco Bianchin
4-й Гран-при Москвы
5-й Чемпионат Словении в групповой гонке
5-й Пять колец Москвы
1-й на этапе 5
Очковая классификация
6-й Тур озера Цинхай
1-й  Очковая классификация
1-й на этапах 2, 4, 6, 11 и 13
2013
1-й на этапе 5 Тура Пекина
2-й Халле — Ингойгем
7-й Хандзаме Классик
2014
1-й Хандзаме Классик
1-й на этапах 1,2 и 5 Вуэльта Каталонии
1-й на этапе 21 Джиро д'Италия 2014
1-й на этапе 1 Тур Пекина
2-й Чемпионат Словении в групповой гонке
2-й Чемпионат Фландрии
2015
1-й на этапе 2 Тур дю От-Вар
2016
2-й Чемпионат Словении в групповой гонке
9-й Париж — Тур
2017
1-й  — Чемпион Словении в групповой гонке
1-й Veenendaal–Veenendaal Classic
1-й на этапе 2 Тур Словении
5-й Чемпионат Европы в групповой гонке
2019
3-й Классика Альмерии
8-й Три дня Брюгге — Де-Панне

#### Маунтинбайк
2009
Чемпионат Словении (U-23)

## Статистика выступлений

### Чемпионаты мира
| Соревнование    | 2012 | 2013 | 2014 | 2015 | 2016 | 2017 | 2018 |
| --------------- | ---- | ---- | ---- | ---- | ---- | ---- | ---- |
| Групповая гонка | DNF  | —    | DNF  | 48   | DNF  | 92   | DNF  |

### Чемпионаты Словении
| Соревнование         | 2011 | 2012 | 2013 | 2014 | 2015 | 2016 | 2017 | 2018 |
| -------------------- | ---- | ---- | ---- | ---- | ---- | ---- | ---- | ---- |
| Групповая гонка      | 16   | 5    | 11   | 2    | DNF  | 2    | 1    | DNF  |
| Индивидуальная гонка | 8    | 6    | —    | —    | —    | —    | —    | —    |

### Гранд-туры
| Гонка           | 2013 | 2014 | 2015 | 2016 | 2017 | 2018 | 2019 |
| --------------- | ---- | ---- | ---- | ---- | ---- | ---- | ---- |
| Джиро д'Италия  | 123  | 136  | 138  | НФ   | 107  | —    |      |
| Тур де Франс    | —    | —    | —    | —    | —    | —    |      |
| Вуэльта Испании | —    | —    | 108  | —    | —    | 141  |      |

| —  | Не участвовал  |
| НФ | Не финишировал |